# Киевский литературно-мемориальный музей-квартира Миколы Бажана
Киевский литературно-мемориальный музей-квартира Миколы Бажана (укр. Київський літературно-меморіальний музей-квартира Миколи Бажана) — квартира превращенная в музей, в котором жил около сорока лет известный украинский поэт, переводчик, общественный деятель Микола Бажан. Музей открыт 26 октября 2004 года по завещанию его жены Н. В. Бажан-Лауэр. Мемориальная квартира Бажана расположена в том же здании, что и музей-квартира П. Тычины, по адресу город Киев, улица Терещенковская, дом 5, квартира 5. Музей является филиалом Национального музея литературы Украины.

## Экспозиции

### Мемориальная часть
Мемориальная часть музея воспроизводит атмосферу, в которой жил и творил Микола Бажан. Жена писателя Н. В. Бажан-Лауэр сохранила квартиру такой, какой она была при его жизни. Посетители музея могут осмотреть кабинет, гостиную, художественную и другие комнаты писателя, увидеть его личные вещи, почувствовать атмосферу тех лет.

### Литературная часть
Литературная часть экспозиции освещает жизненный и творческий путь Бажана: его генеалогические корни, семейное окружение, этапы творческого и гражданского становления в начале XX века, в эпохе тоталитарного советского режима, во время Второй мировой войны и послевоенного периода. В экспозиции представлены прижизненные издания стихотворений художника, рукописи, его переводы произведений мастеров мировой литературы, фото из кинофильмов, снятых по его сценариям, документы, правительственные награды и другие вещи которые связаны с ним. В музее широко освещается участие академика Бажана в государственном, научном и культурно-гражданском обществе.

### Художественная часть
Среди самых ценных экспонатов является его личная библиотека, которая насчитывает более 8000 книг, среди них произведения поэта, уникальные фотографии, произведения живописи и декоративно-прикладного искусства и другие. В экспозиции музея находится уникальная коллекция художественного стекла - античного, русского и западноевропейского, косовской керамики, межигорского фаянса и майолики. В собрании изобразительного искусства - картины украинских мастеров Екатерины Белокур, Ивана Труша, Василия Кричевского, Сергея Васильковского, Якова Гнездовского, Николая Пимоненко, Михаила Дерегуса, российских художников Ильи Репина, Василия Поленова, Константина Трутовского, работы известных западноевропейских мастеров XVII-XVIII веков, гравюры XVIII и XX века, среднеазиатские миниатюры XVIII - XIX веков.